# Friedrich Wilhelm Schultz
Friedrich Wilhelm Schultz (3 de enero de 1804 Zweibrücken - 30 de diciembre de 1876 Wissembourg) fue un botánico y boticario alemán.
Asiste a la escuela primaria en Kusel y luego aprende la profesión de farmacéutico en Zweibrücken (del cual era aborigen). Trabaja con su padre en su farmacia. A partir de 1827 estudia en Múnich. Obtiene su doctorado en 1829, en Tubinga
De 1836 a 1855 con la colaboración de Paul Constantin Billot (1796-1863) publica „Flora Galliae et Germaniae exsiccata“, y más tarde „Archives de la Flore de France et d'Allemagne“.
Con su hermano Carl H. Schultz fundan una Sociedad científica, en 1840 POLLICHIA (hoy POLLICHIA - Asociación para la Naturaleza y el Paisaje e.V.) mediante la cual publicaron artículos científicos como Flora der Pfalz).

## Algunas publicaciones
- 1846. De aconitini effectu in organismum animalem
- 1826. De evolutione eiusque morbis summatim: diss. inaug. med

### Libros
- 1866. Herbier des plantes nouvelles: peu connues et rares d'Europe principalement de France et d'Allemagne. Volumen 2. 21 pp. En línea
- 1863. Grundzüge zur Phytostatik der Pfalz. 233 pp. En línea
- 1859. Commentationes botanicae: Quibus Pollichia ... gratulatur Gymnasio Illustri Bipontino ... tertium solemnia secularia celebranti. Ed. Kranzbühler. 44 pp. En línea
- 1846. Flors der Pfalz. Enthaltend e. Verzeichniss aller bis jetzt in d. bayer. Pfalz u. d. angränzenden Gegenden Badens, Hessens, Oldenburgs. lxxvi + 575 pp. 35 planchas. En línea

- La abreviatura «F.W.Schultz» se emplea para indicar a Friedrich Wilhelm Schultz como autoridad en la descripción y clasificación científica de los vegetales.[1]

Posee más de 510 registros de sus identificaciones y clasificaciones de nuevas especies.